# Krimplattformen

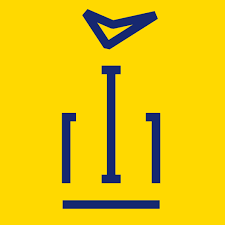
Krimplattformens emblem.

Krimplattformen (ukrainska: Кримська платформа, krimtatariska: Qırım platforması) är ett diplomatiskt initiativ från Ukraina och president Volodymyr Zelenskyj. Dess syfte är att internationellt uppmärksamma Rysslands olagliga ockupationen av Krim.